# Фенгхуанг
Фенгхуанг (Chinese 鳳凰) је митолошка птица из митологије источне Азије, која влада свим осталим птицама. Мужјаци су се изворно звали фенг, а женке хуанг, али таква разлика полова често се више не прави и они се сједињују у једну женску целину тако да се птица може парити са кинеским змајем, који се традиционално сматра мужјаком.
Познат је под сличним именима на разним другим језицима (виј. Phượng hoàng или Phụng hoàng; јапански: Hō-ō, Hou-ou или Ho-Oh; корејски: Bonghwang). Фенгхуанг се назива и „августовски петао“ јер понекад заузима место петла у кинеском календару. У западном свету се обично назива кинески феникс или једноставно феникс, иако су митолошке сличности са западним фениксом површне.

## Изглед
Уобичајен приказ фенгхуанга био је како напада змије канџама и раширених крила. Према првом кинеском речнику Erya - поглавље 17 Shiniao, фенгхуанг је састављен од кљуна петла, предњег дела главе ласте, чела пилета, врата змије, груди гуске, леђа корњаче, задњег дела јелена и репа рибе. Данас се, међутим, често описује као састав многих птица, укључујући главу златног фазана, тело мандаринске патке, реп пауна, ноге ждрала, уста папагаја и крила ластавице.
Тело фенгхуана симболизује небеска тела: глава је небо, очи су сунце, леђа су месец, крила су ветар, ноге су земља, а реп су планете. Каже се да је фенгхуанг настао на сунцу. Његово тело садржи пет основних боја: црну, белу, црвену, жуту и зелену. Понекад носи свитке или кутију са светим књигама. Понекад је приказан са ватреном куглом. Верује се да се птица појављује само на подручјима или местима која су благословена највећим миром и просперитетом или срећом.
Кинеска традиција наводи да живи на врху планина Куенлуен у северној Кини.

## Порекло
Слике древне птице појављивале су се у Кини пре више од 8000 година, најраније у Хонгсхан неолиту, на мотивима жада и грнчарије, затим се појављују украшавајући бронзане, као и фигурице од жада. Неки верују да је можда био тотем среће међу источним племенима древне Кине.
Најстарији познати древни дизајн фенгхуана датира пре око 7000 - 8000 година и откривен је у Хонгјиангу, провинција Хунан, на археолошком налазишту Гаомиао. Најранији познати облик дизајна змај-фенгхуан, с друге стране, датира из културе Јангшао (око 5000 - око 3000. п. н. е.) и пронађен је на археолошком налазишту у близини Сијана у провинцији Шенси. Ова древна употреба дизајна фенгхуана и змаја доказ је древног облика тотемизма у Кини.
Чини се да су током династије Шанг слике фенгхуана и змајева постале популарне као гробни предмети. Неколико археолошких артефаката фенгхуана и змајева од жада пронађено је у гробницама из периода династије Шанг.
Током Периода пролећа и јесени (око 771. п. н. е. - око 476. п. н. е.) и периода Зараћених држава, уобичајени облик откривених артефаката је комбинација дизајна змај-фенгхуан заједно. Један од таквих артефаката је Свилена слика људске фигуре са Змајем и Фенгхуаном, која приказује такву комбинацију слика змаја и фенгхуана.
У династији Ћин (221. - 206. п. н. е.), фенгхуан укоснице (тј. укоснице са украсима фенгхуанга) и ципеле које су такође биле украшене фенгхуан дизајном су носиле царске конкубине Ћин цара.
Током династије Хан (пре 2.200 година) два фенгхуана, један мужјак (фенг ,鳳), а други женка (хуанг ,凰) често су приказивани заједно окренути један према другом. У династији Хан, царски едикт је одређивао да укоснице од фенгхуана морају постати формални украс царице удовице и царске баке.
Касније, током династије Јуан, ова два појма су спојена да постану фенгхуанг, али је "краљ птица" почео да симболизује царицу када је упарена са змајем који представља цара.
Од ере Јиајинг (1522–66) династије Минг па надаље, пар фенгхуана разликовао се по репном перју две птице, обично заједно формирајући узорак затвореног круга - мужјак је идентификован са пет дугих назубљених пера (пет је непаран, мушки или јанг број), а женка по ономе што се понекад чини као једно, али су заправо обично два увијена репна пера (два је парни, женски или јин број). Такође у овом периоду, фенгхуанг је коришћен као симбол који представља правац југа. Ово је приказано кроз мушкарца и жену окренуте један према другом. Перје им је било пет основних боја: црно, бело, црвено, зелено и жуто. За ове боје се каже да представљају пет Конфучијевих врлина:
1. Рен: врлина доброчинства, милосрђа и хуманости;
2. Ји: искреност и исправност; Ји се може рашчланити на савесност, лојалност и алтруизам, обзир према другима
3. Ћи: знање;
4. Ксин: верност и интегритет;
5. Ли: исправно понашање, пристојност, лепо понашање, учтивост, церемонија, обожавање.[5]

Фенгхуан је представљао моћ послату са неба царици. Ако је фенгхуан коришћен за украшавање куће, то је симболизовало лојалност и поштење људи који су тамо живели.

## Значење
Фенгхуанг има позитивне конотације. То је симбол врлине и милости. Фенгхуанг такође симболизује сједињење јина и јанга. Прво поглавље Класика планина и мора, "Наншанг-јинг", наводи да сваки део тела фенгхуанга симболизује одређену реч. Глава представља врлину (德), крило представља дужност (義), задња страна представља пристојност (禮), стомак представља кредибилитет (信) а груди представљају милост (仁). 
Фенгхуанг се првобитно састојао од одвојеног мушког фенга и женског хуанга као симбола јина и јанга. Мушки фенг представљао је јанг аспект, док је хуанг представљао јин аспект; и заједно, слика фенга и хуанга била је симбол љубави између мужа и жене. Међутим, од династије Ћин, фенгхуанг је поступно пролазио кроз процес феминизације јер је змај постао симбол мушкости. На крају су се фенг и хуанг спојили у један женски ентитет.
У древној и модерној кинеској култури, фенгхуанг се често може наћи у украсима за венчања или краљевске породице, заједно са змајевима. То је зато што су Кинези дизајн змаја и фенгхуана сматрали симболом блажених односа између мужа и жене, што је још једна уобичајена метафора јанга и јина.
У неким традицијама појављује се у добрим временима, али се скрива у доба невоље, док се у другим традицијама чинило само да означава почетак нове ере. У Кини и Јапану био је симбол царске куће и представљао је "ватру, сунце, правду, послушност и верност".

## Савремена употреба
- Када описују имитацију кинеске уметности или аутентичну азијску керамику и друга уметничка дела, историчари уметности на енглеском језику и колекционари антиквитета понекад је називају хохо птицом, именом изведеним из хо-о, са додатком другог х. Хо-о је једноставно јапански изговор фенгхуанг.
- Фенгхуан канџе (凤爪;鳳爪) је кинески израз за пилеће ноге у било којем кинеском јелу куваном са њима.
- Фенг или Фенгхуанг је уобичајен елемент у именима кинеских жена (исто тако, "Змај (Dragon)" се користи за имена мушкараца).
- „Деца змајева и фенгхуана“ израз је који значи скуп мушких и женских братских близанаца у Кини.  - Скулптура фенгхуана на планини Фенгхуанг, Фенгченг.
  - Змај и фенгхуан Лук у Кини
- Фенгхуанг је уобичајен назив места у Кини. Најпознатији је округ Фенгхуанг у западном Хунану, у јужној Кини, раније под-префектура. Његово име је написано истим кинеским словима као и митолошка птица.
- Кинески универзитет у Хонг Конгу користи га у свом амблему да симболизује племенитост, лепоту, оданост и величанство.[8]
- Вермилионска птица, (Suzaku на јапанском) један од четири симбола кинеског мита, понекад изједначен са фенгхуангом.[9]
- Феникс Телевизија  (鳳凰衛星電視) је медијска компанија са седиштем у Хонг Конгу
- Тајфун Фунг-вонг био је метеоролошки назив за три тропска циклона. Термин представља кантонски изговор фенгхуанга.
- У Кореји је ова птица позната као Бонгхванг 봉황 , корејски изговор фенгхуанга. Алтернативни израз Булсајо 불사조 (不死鳥), или "бесмртна птица", користи се за означавање врсте феникса који никада не умире (тј. грчког "феникса"), при чему је бонг хванг резервисан за азијску сорту. Бонгхванг се често користи у оквиру краљевског амблема (посебно за краљице - змај је грб краља) и појављује се два пута у садашњем председничком амблему.[тражи се извор] Jeonbuk Hyundai Motors га користи као свој симбол.